# Andrés Vilches
Andrés Alejandro Vilches Araneda (Talcahuano, 1992. január 14. –) chilei labdarúgó, a Huachipato csatára.